# Seňa
Seňa (în maghiară Abaújszina) este un sat și o comună în districtul Košice-okolie, regiunea Košice, Slovacia.

## Istoria
Satul este atestat documentar din 1249 (cu numele Schena), atunci când regele Béla al IV-lea a instalat aici coloniști germani din Košice (hospites de Cassovia). Așezarea era un târgușor important, și a fost transferat în 1255 satului Čaňa și în 1402 moșierului local, Miklos Perényi, ca donație regală. Ján Jiskra a dat satul orașului Košice.
În 1567 satul a fost distrus de turci. În 1528, Ferdinand I de Habsburg a învins în luptă armata mercenarului Ioan Zapolya. În 1652, satul a fost ars din nou de turci. În secolul al XVII-lea el a trecut în proprietatea familiilor nobiliare Rozgonyi și Báthory.

## Demografie
| An:                | 1994 | 2004    | 2014   | 2024   |
| ------------------ | ---- | ------- | ------ | ------ |
| Număr de persoane: | 1926 | 2122    | 2095   | 2228   |
| Diferență:         |      | +10,17% | −1,27% | +6,34% |

| An:                | 2023 | 2024   |
| ------------------ | ---- | ------ |
| Număr de persoane: | 2212 | 2228   |
| Diferență:         |      | +0,72% |